# Maxixe (hortaliça)
Cucumis anguria,  conhecido popularmente como maxixe, é uma planta rasteira ou trepadeira anual e de clima quente (26 a 28 graus Celsius). Seus frutos comestíveis, chamados de maxixe ou galinha-arrepiada, têm casca verde, são ovalados e possuem pequenos espinhos moles e não pontiagudos. Suas sementes são achatadas. É da família das Cucurbitaceae, algo semelhante ao pepino porém menos macio.

## Etimologia
"Maxixe" é proveniente do quimbundo maxi'xi.

## Origem
O maxixe é uma cucurbitácea de origem africana.

## Utilização
No Brasil, é largamente consumido nas regiões nordeste e norte na culinária popular. São comuns os ensopados, as moquecas e cozidos. Pode ser também recheado, como na culinária de origem árabe. As folhas são comestíveis. Elas podem ser colhidas em qualquer tamanho mas as pequenas são mais tenras. As folhas do maxixe constituem a maior parte da biomassa da planta e o seu aproveitamento é de grande interesse econômico e nutricional, uma vez que se está convertendo em alimento uma parte da planta rica em clorofila, nutrientes e fibras que, de modo geral, seriam descartados. A folha do maxixe refogada tem sabor similar ao do espinafre mas a sua consistência é menos lisa, deixando na boca uma leve e agradável sensação de ardência similar ao do jambu da Amazônia.
Caso se deseje eliminar esse efeito, as folhas devem ser cozidas a vapor por 10 a 15 minutos ou refogadas por cerca de 10 minutos. Também podem ser utilizadas folhas jovens por serem mais tenras. As folhas cozidas a vapor ou refogadas podem ser comidas como salada ou utilizadas como recheio de massas como pastel e calzone ou ainda para se fazer quiches. As folhas ainda podem ser adicionadas a sopas e caldos. As folhas de maxixe podem substituir a couve no suco de clorofila, sendo batidas no liquidificador com maçã para se extrair esse riquíssimo composto orgânico.

## Valor nutricional
O maxixe é uma planta riquíssima em Zinco, mineral importante para o bom funcionamento de todos os tecidos do corpo e para o metabolismo do açúcar e de proteínas, sendo muito útil para se evitar problemas na próstata, na diminuição dos depósitos de colesterol, na cicatrização de ferimentos internos e externos, além de eliminar manchas brancas nas unhas.
Também é fonte de cálcio, fósforo, ferro, sódio, magnésio, vitamina C, vitaminas do complexo B e betacaroteno (pró-vitamina A).
É muito útil nos casos de cálculo renal, hemorroidas, inflamação dos rins e vômito.
Como no cozimento quase todo o zinco se perde, é bom comer o maxixe cru, em salada e em suco (sugestões: maçã, cenoura e maxixe; maçã e maxixe; maçã, salsão e maxixe; laranja e maxixe).
É emoliente, catártica, hidragoga, anti-helmíntica, antiemética e anti-hemorroidal.